# Kykladenviper
Die Kykladenviper (Macrovipera schweizeri), auch als Milosotter bekannt, ist eine ägäische Viper aus der Gattung der Großvipern (Macrovipera).

## Etymologie
Die Bezeichnung „Kykladenviper“ deutet das Verbreitungsgebiet auf den Kykladen an. Den wissenschaftlichen Artnamen „schweizeri“ trägt die Schlange zu Ehren von Hans Schweizer (1891–1975), der sie im natürlichen Lebensraum erforschte und 1938 entdeckte, dass sie eierlegend ist.

## Beschreibung
Die Kykladenviper erreicht eine Gesamtlänge von 60 bis 75 cm, maximal 100 cm. Ihr Körper ist etwas gedrungen. Der dreieckig geformte Kopf setzt sich deutlich vom Hals ab und besitzt ausgeprägte Schnauzenkanten. Die Kopfschuppen sind klein und gekielt, auch die größeren Körperschuppen sind gekielt. Die Grundfärbung ist hellgrau, auf dem Rücken und an den Flanken zeichnen sich zwischen 30 und 40 dunkle Querstreifen sowie einzelne, kleinere Flecken. Der Kopf ist nur schwach gezeichnet. Selten kommen einfarbige dunkelgraue, orange, rötliche, bräunliche oder melanistische Exemplare vor.

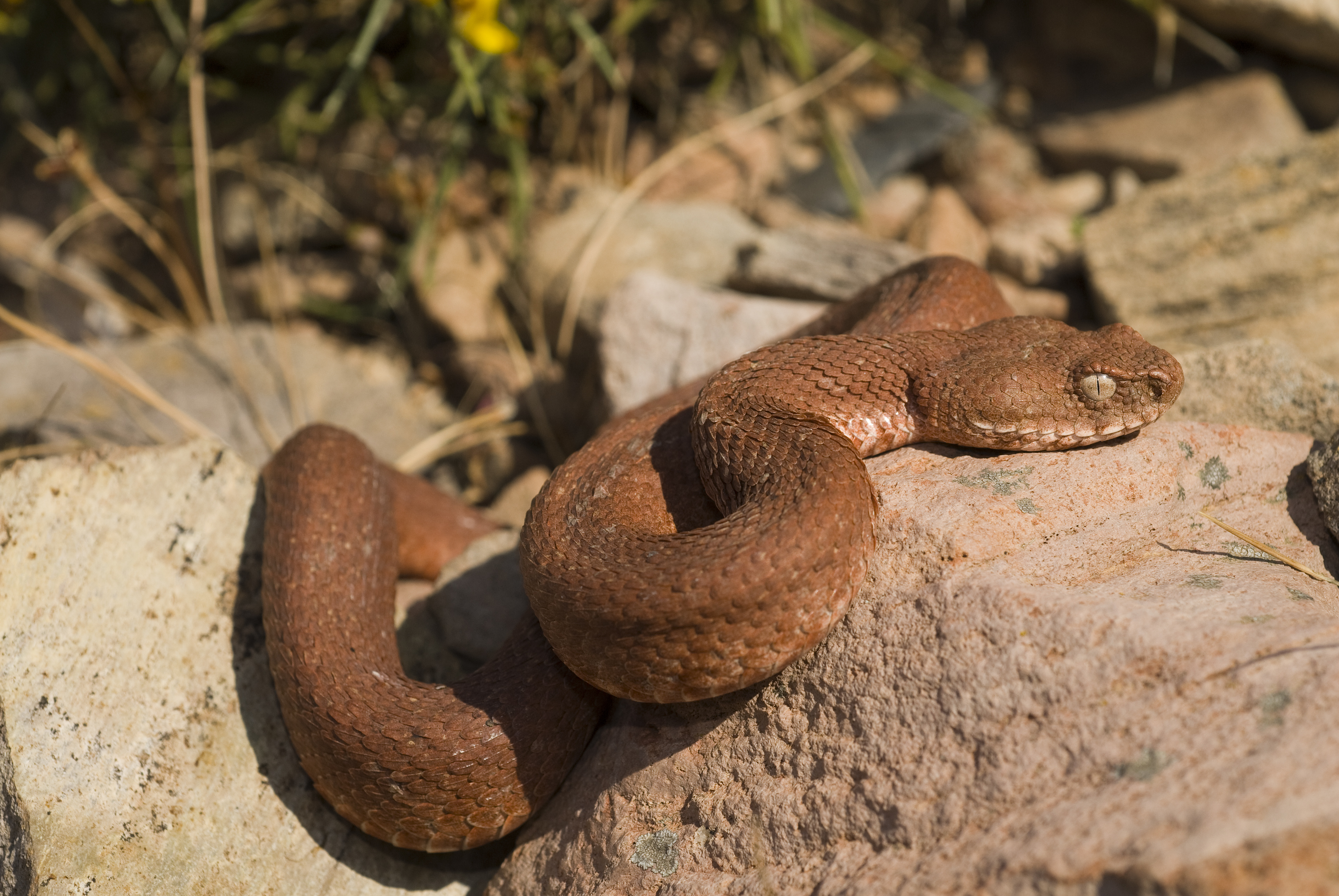
Kykladenotter (Macrovipera schweizeri) rote Farbmorphe (Milos / Griechenland)

## Schlangengift
Als Viper verfügt die Kykladenviper über Giftdrüsen und einklappbare Röhrengiftzähne. Ihr Gift setzt sich aus Blutgerinnungsförderern und Hämorrhaginen zusammen. Zwar zählt die Art zu den giftigsten Schlangen Griechenlands, doch verlaufen Bisse anscheinend nicht tödlich. Aufgrund der Seltenheit der Viper kommt es zudem kaum zu Bissunfällen. Trotzdem müssen ihre Bisse äußerst ernst genommen werden. Folgen eines Giftbisses können Schmerzen, teilweise starke Schwellungen, Lymphangitis, Nekrosen sowie Hypotonie, Tachykardie, innere Blutungen und gastrointestinale (Magen-Darm-Trakt) Beschwerden sein. Es besteht die Gefahr eines Schocks. Behandelt wird mit einem polyvalenten Antivenin.

## Lebensweise
Während des kühleren Frühjahrs ist die Kykladenviper tagaktiv, im Sommer dämmerungs- und nachtaktiv. Sie frisst vor allem Vögel, insbesondere Singvögel, sowie kleinere Echsen und sogar Wirbellose wie Käfer, erbeutet aber auch eingeführte Nagetiere. Ihre Beute fängt sie als Lauerjägerin an Wasserlöchern oder stellt kletternd Vögeln am Schlafplatz im Geäst von Büschen und Bäumen nach. Die Winterruhe ist nur kurz. Die Art pflanzt sich durch Oviparie (eierlegend) fort, Weibchen weisen einen zweijährigen Zyklus auf. Balz und Paarung finden zwischen Ende April und Ende Mai statt, insbesondere in Gewässernähe. Das Gelege umfasst bis zu 11 Eier und wird im Juli abgelegt. Die Eier sind 35 bis 54 mm lang und zwischen 20 und 26 mm breit. Ihre Brutdauer ist nur kurz, die Jungschlangen messen beim Schlupf 16 bis 22 cm.

## Vorkommen

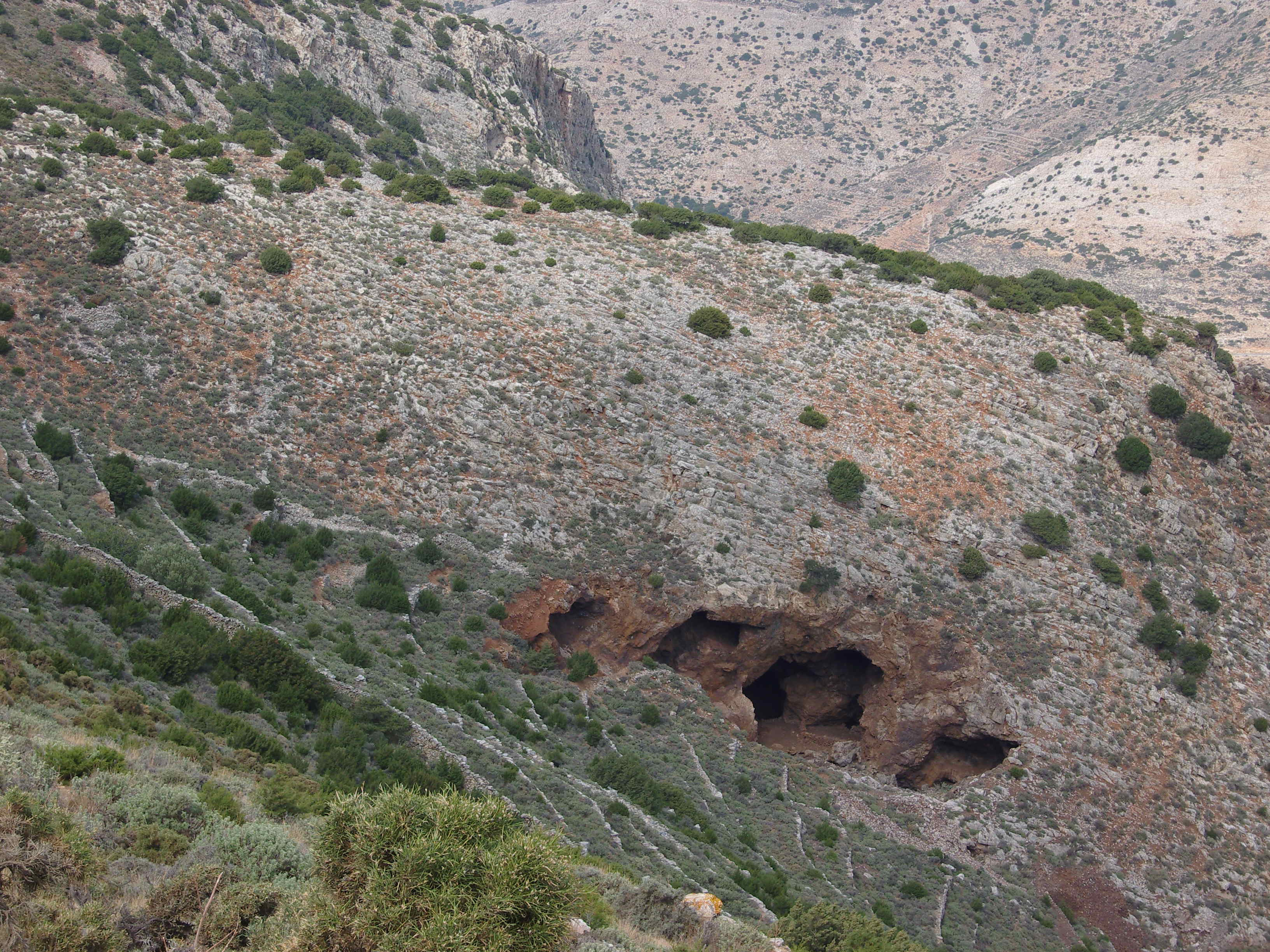
Lebensraum

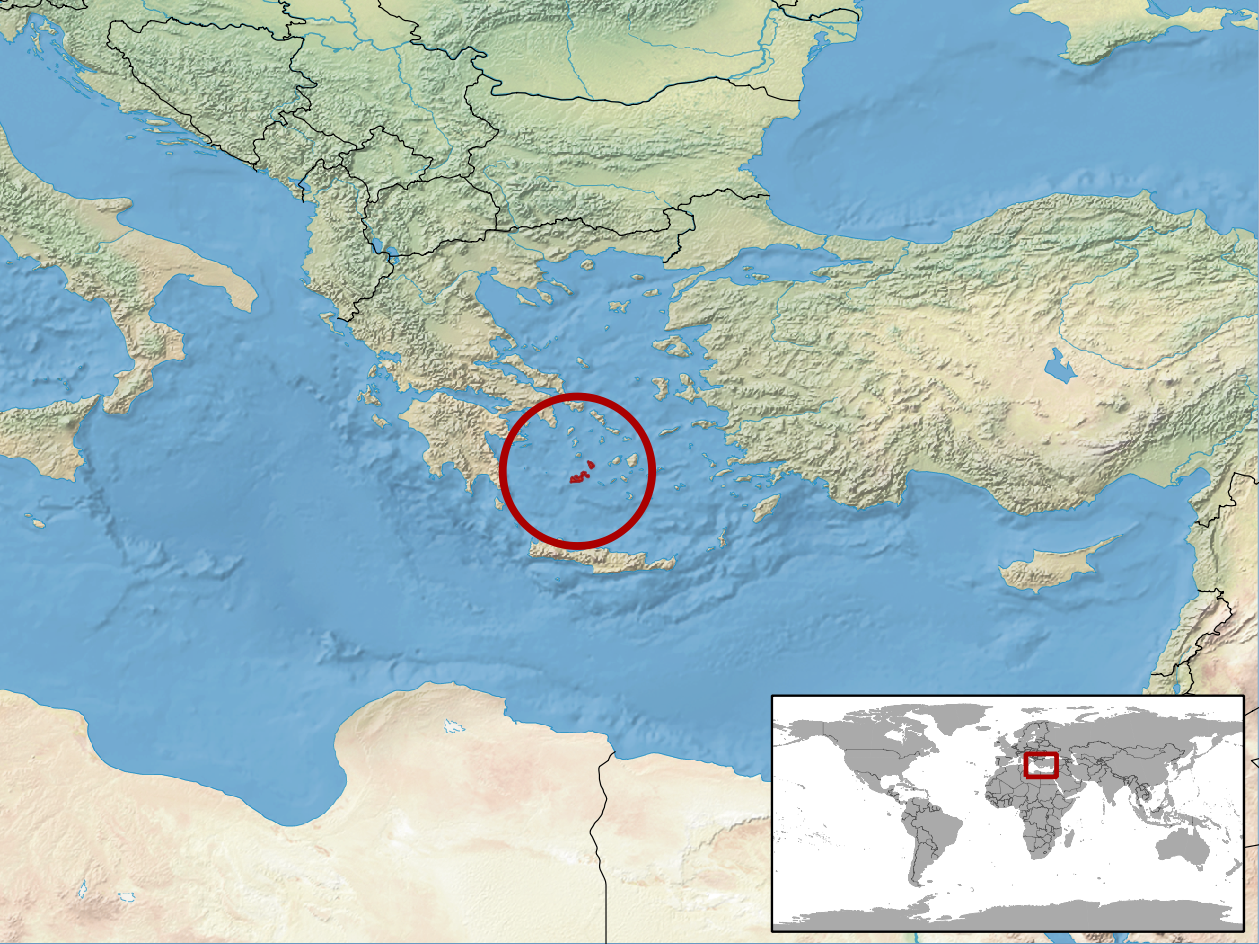
Verbreitungsgebiet

Die Kykladenviper ist endemisch in den westlichen Kykladen des Ägäischen Meeres. Sie kommt auf den Inseln Milos, Sifnos, Kimolos, Polyegos sowie einigen ihrer Nebeninseln in Höhen von bis zu 350 m über NN vor. Ihr Lebensraum sind karge, felsige Gebiete mit Buschvegetation, zumeist in Gewässernähe. Auch Agrargebiete werden besiedelt. Zuflucht sucht die Art unter Wurzeln, zwischen Felsen und in Mauerwerk.

## Systematik
Die Kykladenviper wurde erstmals 1935 von dem österreichischen Herpetologen Franz Werner als Unterart der Levanteotter (Macrovipera lebetina) beschrieben und lange als solche anerkannt. Die Einteilung von Macrovipera schweizeri in die Unterarten Macrovipera schweizeri schweizeri und Macrovipera schweizeri siphnensis steht zur Diskussion, ist derzeit aber noch fraglich, da bislang genetische Untersuchungen fehlen.
- Siehe auch: Systematik der Großvipern

## Gefährdung und Schutz
Die Kykladenviper ist eine der gefährdetsten europäischen Schlangenarten. Hauptgefährdung ist der Lebensraumverlust als Folge des Tourismus und des Abbaus von Mineralerzen, aber auch durch Viehwirtschaft und Wildbrände. Bis zu 10 % Verlust sind auf Schlangenschmuggler und, vor allem im Sommer, auf den Straßenverkehr zurückzuführen. Bis zu 1500 Exemplare dieser Art wurden jährlich illegal gefangen, aufgrund von Wertverlust sind es momentan immer noch gut 100. Der Wildbestand wird aktuell auf 2000 bis 3000 Tiere geschätzt. Hauptaugenmerk beim Schutz dieser Art ist der Biotopschutz. Ziel sind großflächige Schutzzonen und die Kontrolle des Tourismus unter Beachtung des Naturschutzes. Spezielle Schlangentunnel unterhalb der Straßen haben sich als sinnvoll erwiesen. Macrovipera schweizeri steht im Anhang II der Berner Konvention. Die Weltnaturschutzunion (IUCN) listet die Art seit 2006 als „endangered“, also gefährdet, bezeichnet den Bestand jedoch derzeit als stabil.
Die Kykladenviper wird von der Europäischen Union in den Anhängen II und IV der FFH-Richtlinie als prioritäre Art geführt und gilt damit als streng zu schützende Art von gemeinschaftlichem Interesse, für deren Erhaltung von den Mitgliedsstaaten besondere Schutzgebiete ausgewiesen werden müssen.